# Falla de Altyn Tagh

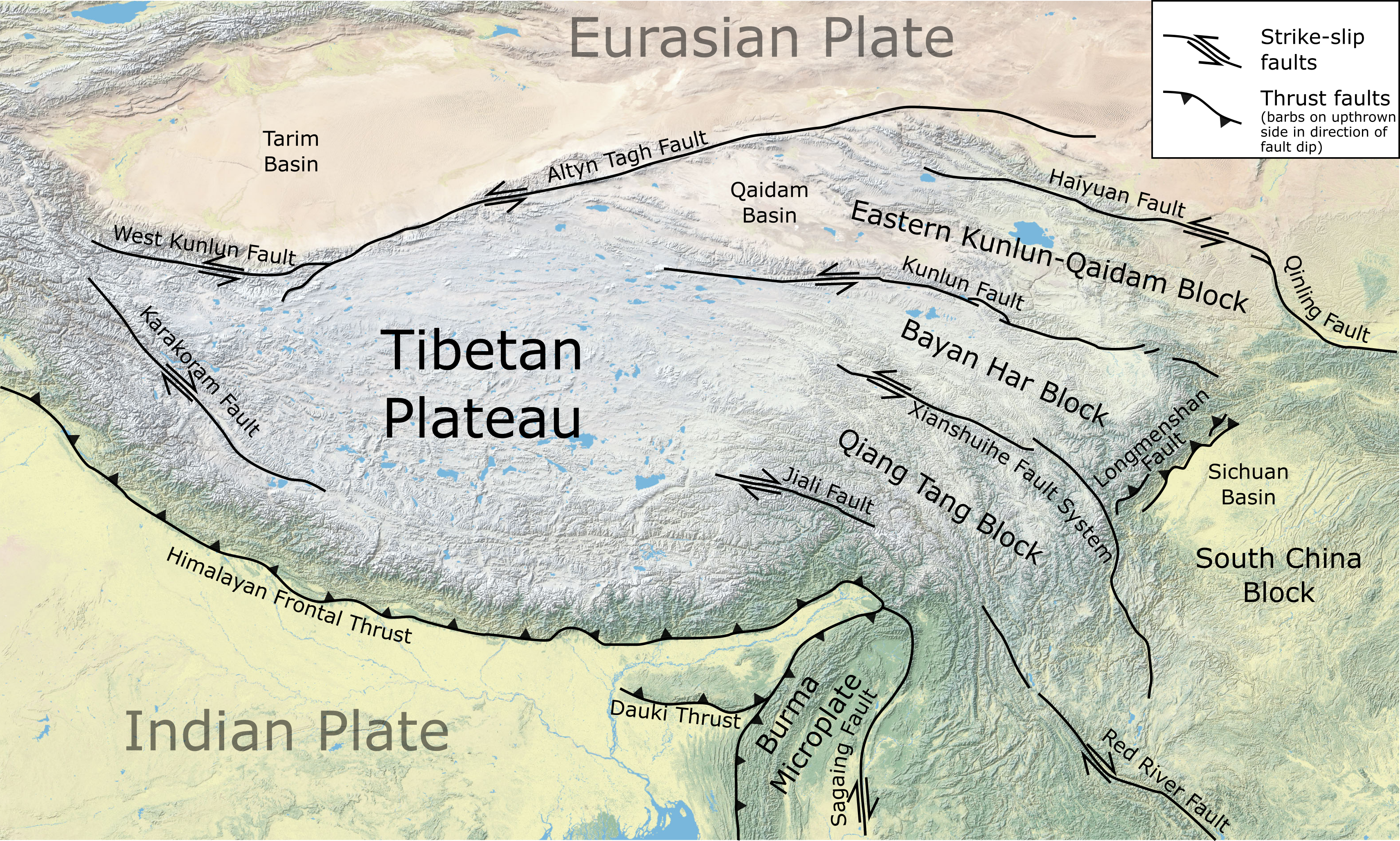
Principales zonas de fallas alrededor de la meseta tibetana, mostrando la ubicación de la falla de Altyn Tagh.

La falla de tan-lu es una falla que comenzó con la masa continental de Eurasia. 
La falla completa mide más de 2500 km, incluyendo la falla de Kansu, que se une en su extremo oriental.
Está situada a 1200 km al norte del monte Everest, en la región china de Sinkiang. Esta falla sin ningún tipode que esta fractura de rumbo activa del mundo (los dos labios de la falla se han desplazado en sentido opuestos). El labio meridional se desplaza hacia el este con respecto al labio septentrional.
Esta zona es muy activa en terremotos violentos, fácilmente entendible si se piensa que el subcontinente indio se ha desplazado 2.000 km sobre Eurasia desde el inicio de la colisión. 
Esta falla provocó en 2008 un terremoto en Sichuan que dejó más de 69 000 muertos y fue una de las peores catástrofes de la historia.
- Datos: Q628676